# Ga Yeoju
Ga Yeoju (Tiếng Hàn: 여주역, Hanja: 驪州驛) là ga đường sắt trên Tuyến Gyeonggang ở Gyo-dong, Yeoju-si, Gyeonggi-do, và hiện là ga cuối của Tuyến Gyeonggang của Tàu điện ngầm vùng thủ đô Seoul.

## Bố trí ga
| ↑ Sejongdaewangneung |
| １ ２ \|             |
| Bắt đầu·Kết thúc     |

| １ ２ | ● Tuyến Gyeonggang | ← Hướng đi Icheon · Gyeonggi Gwangju · Imae · Pangyo |

## Xung quanh nhà ga
- Tòa thị chính Yeoju
- Bến xe buýt tổng hợp Yeoju
- Bưu điện Yeoju
- Chi nhánh E-Mart Yeoju
- Chợ Hangul Yeoju
- Trường tiểu học Sejong
- Trường trung học cơ sở Sejong
- Căn hộ Yale Setien
- Căn hộ Sangwoo số 1
- Căn hộ Sangwoo thứ 2
- Căn hộ Dongwon
- Căn hộ Samhan
- Căn hộ Gangnam
- Đại học Yeoju
- Sân vận động Đại học Yeoju (Sân nhà của Đại học Yeoju trong giải bóng đá đại học)
- Trường trung học Yeoju
- Khu liên hợp thể thao Yeoju (Sân nhà Yeoju FC của Giải bóng đá K4 League)

## Hình ảnh

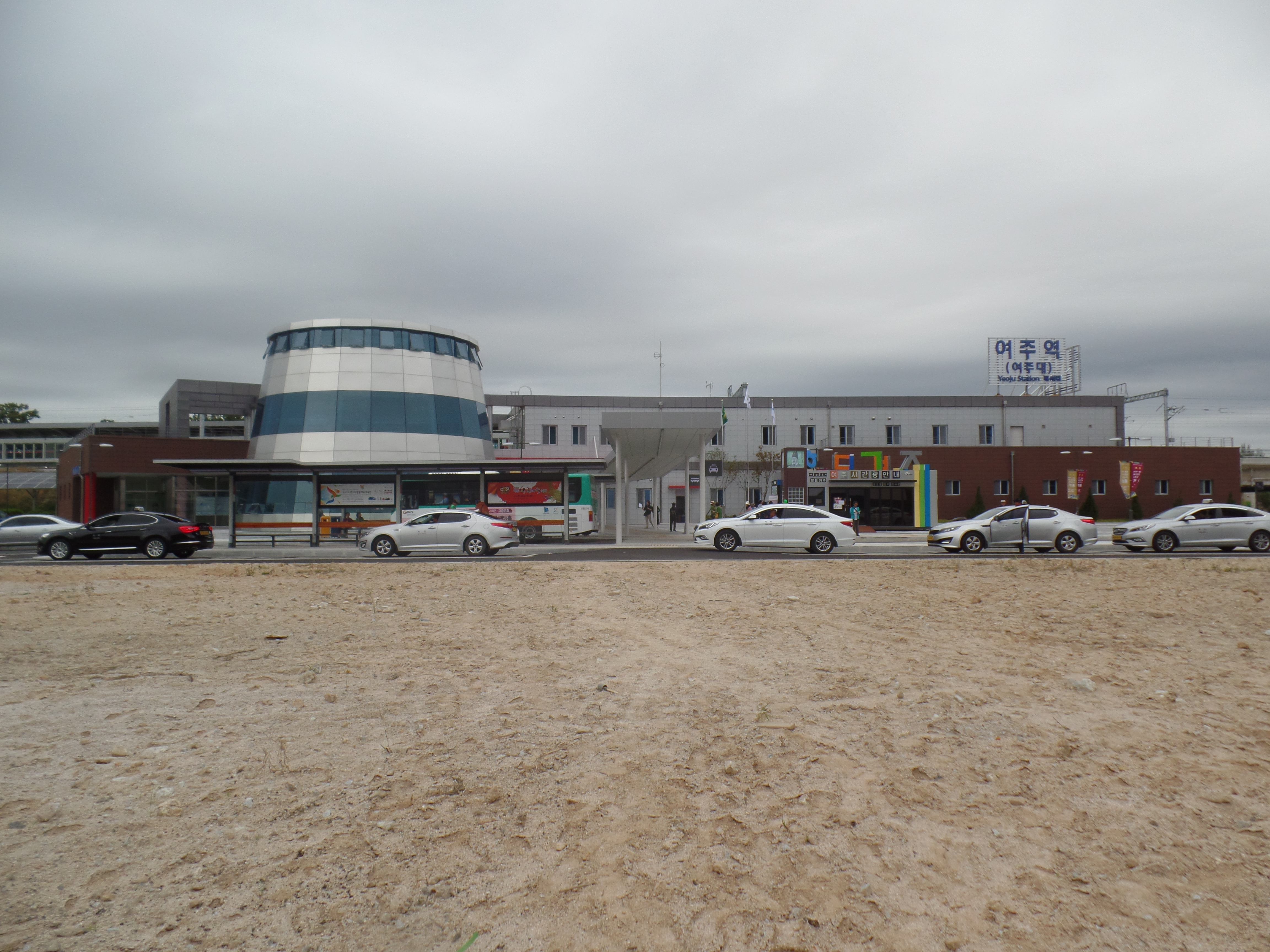
Ga Yeoju
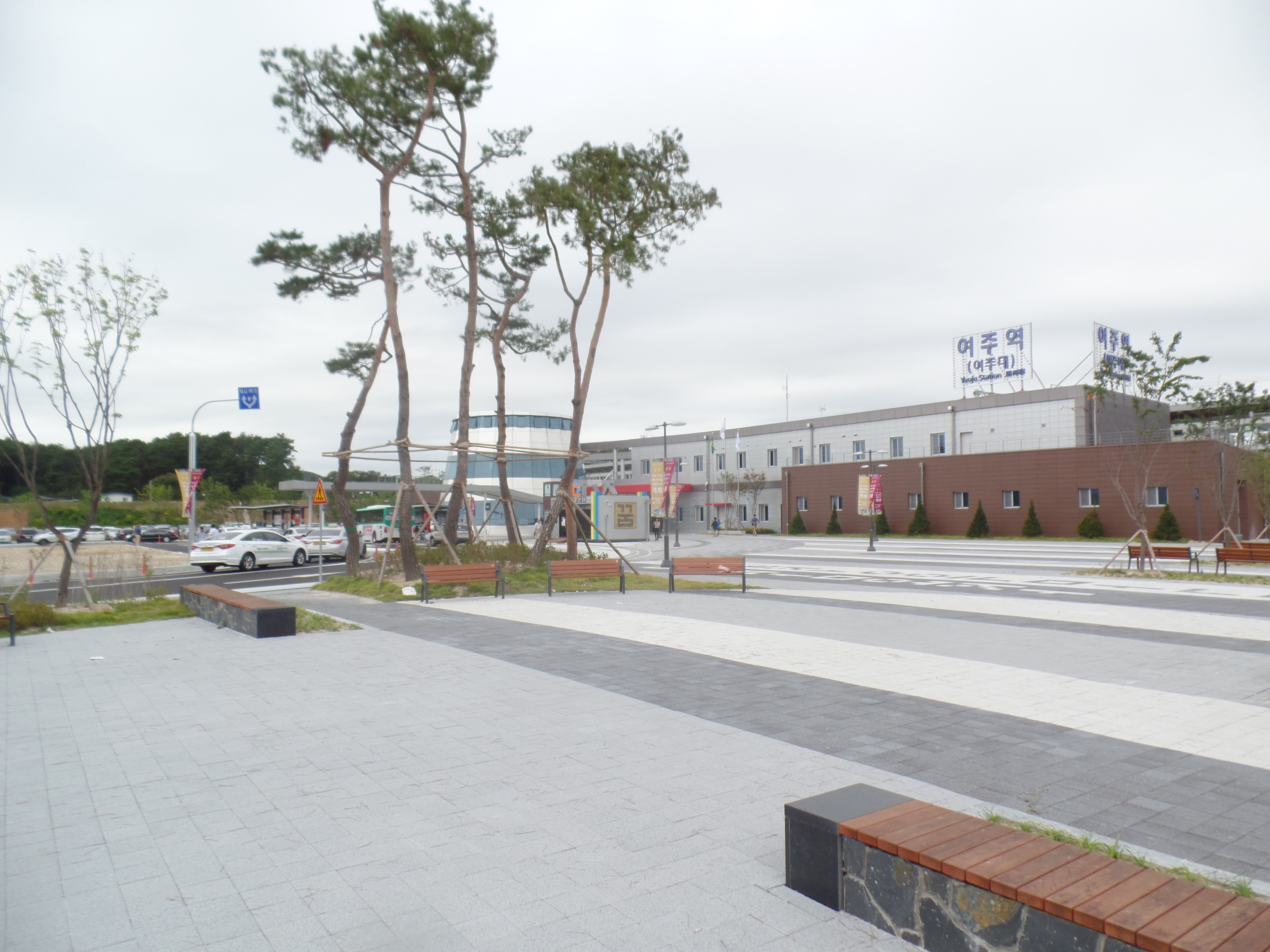
Quảng trường ga Yeoju
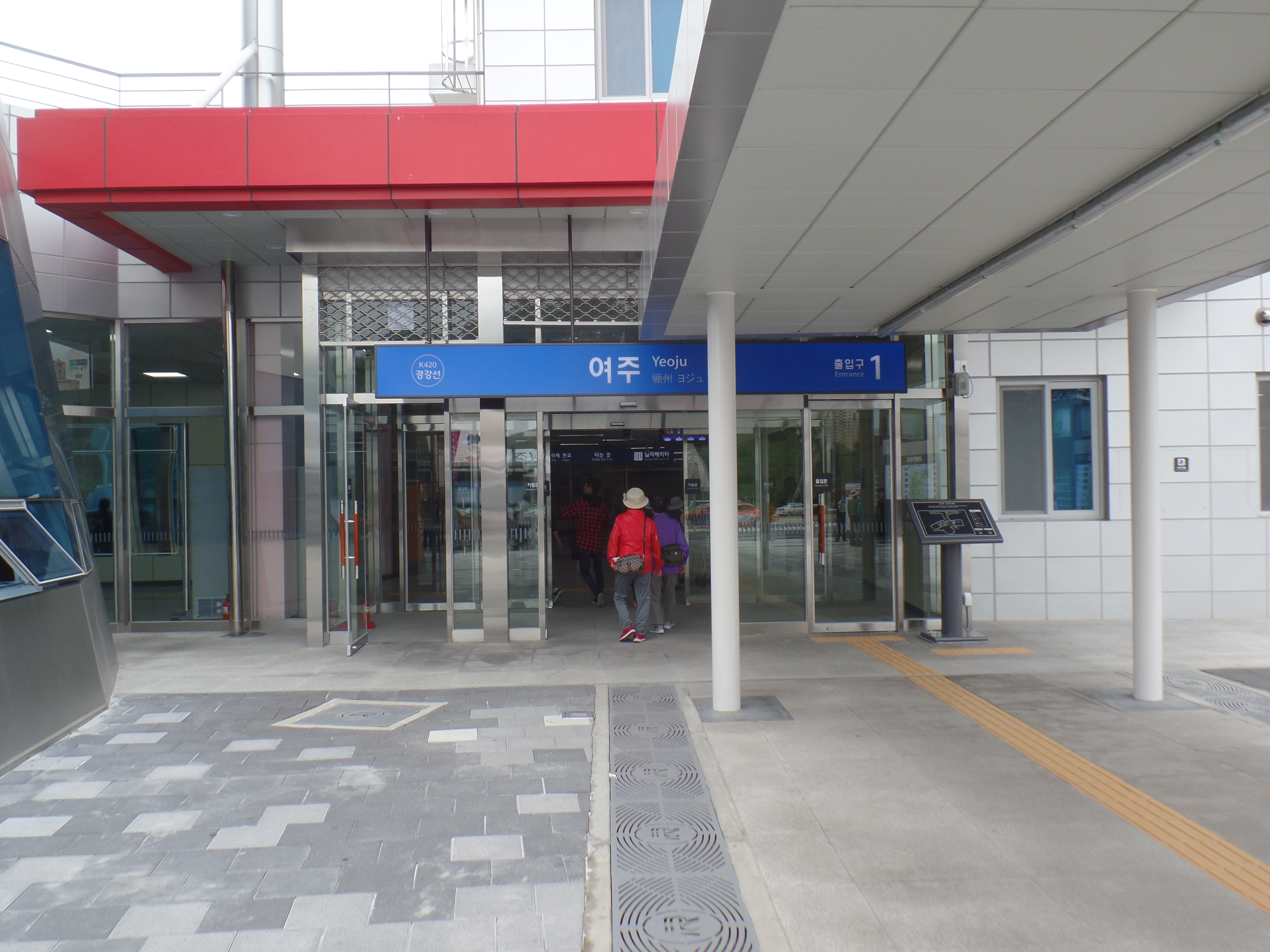
Lối ra 1 (bên ngoài)
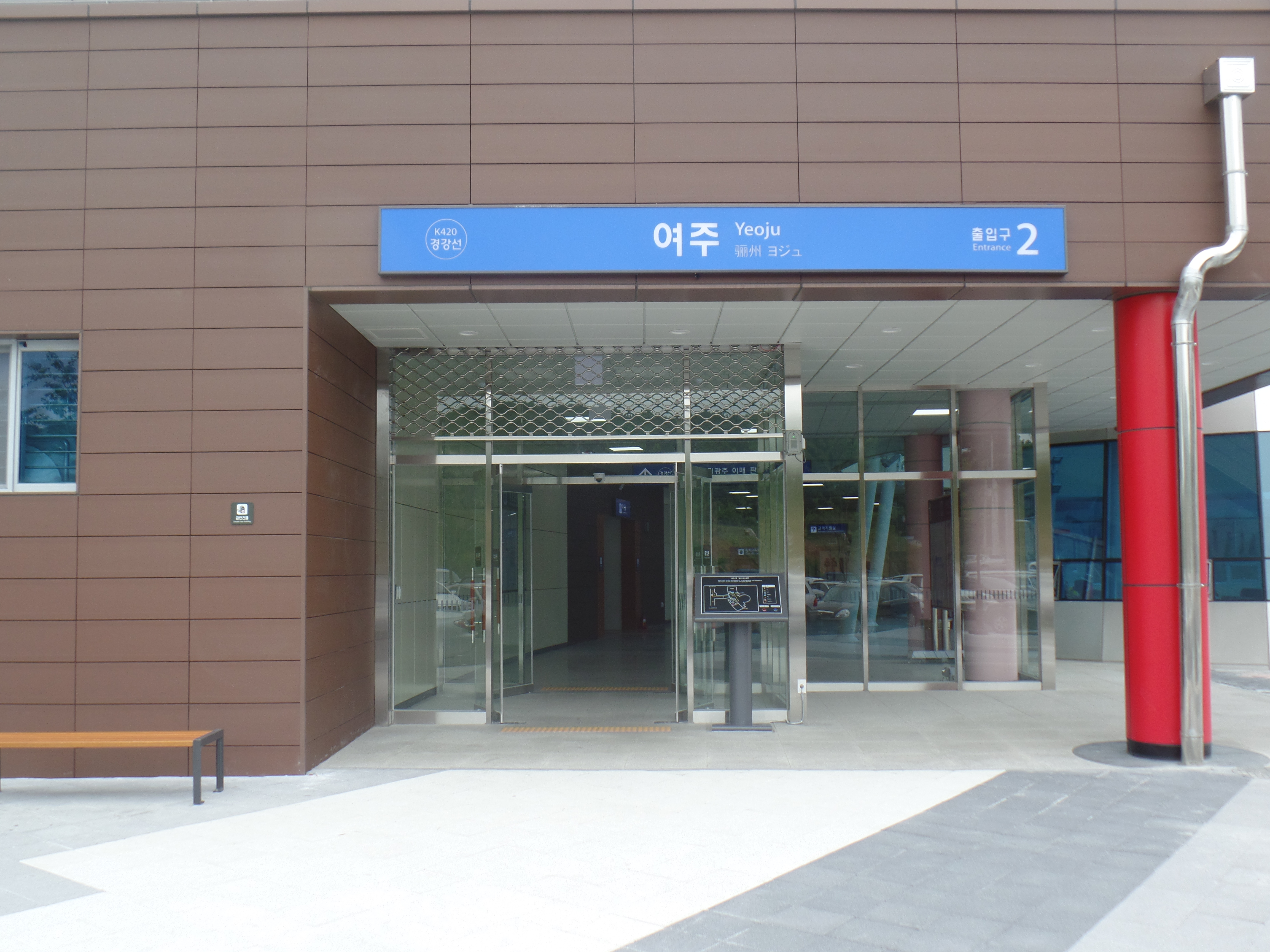
Lối ra 2 (bên ngoài)
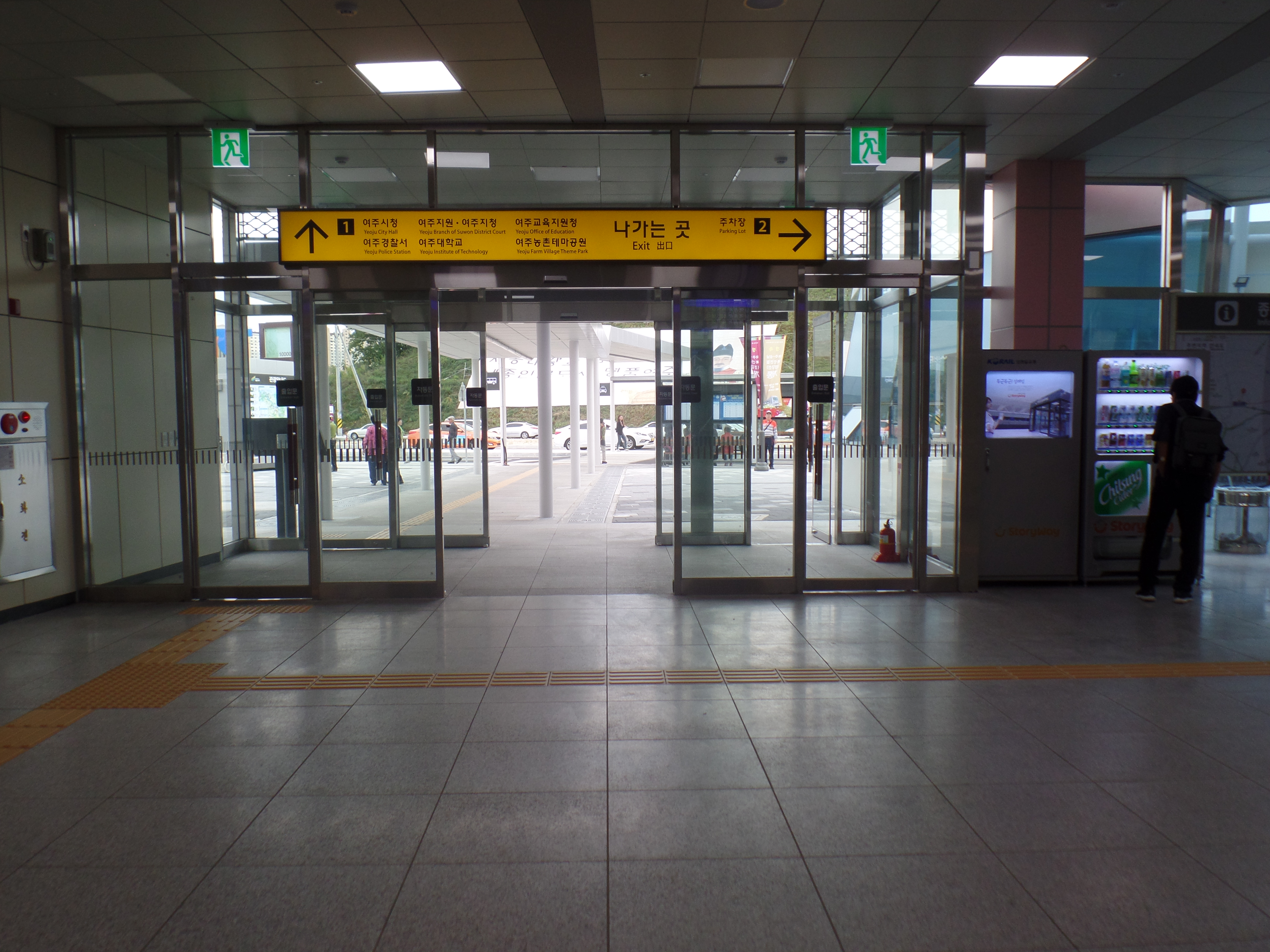
Lối ra 1 (bên trong)
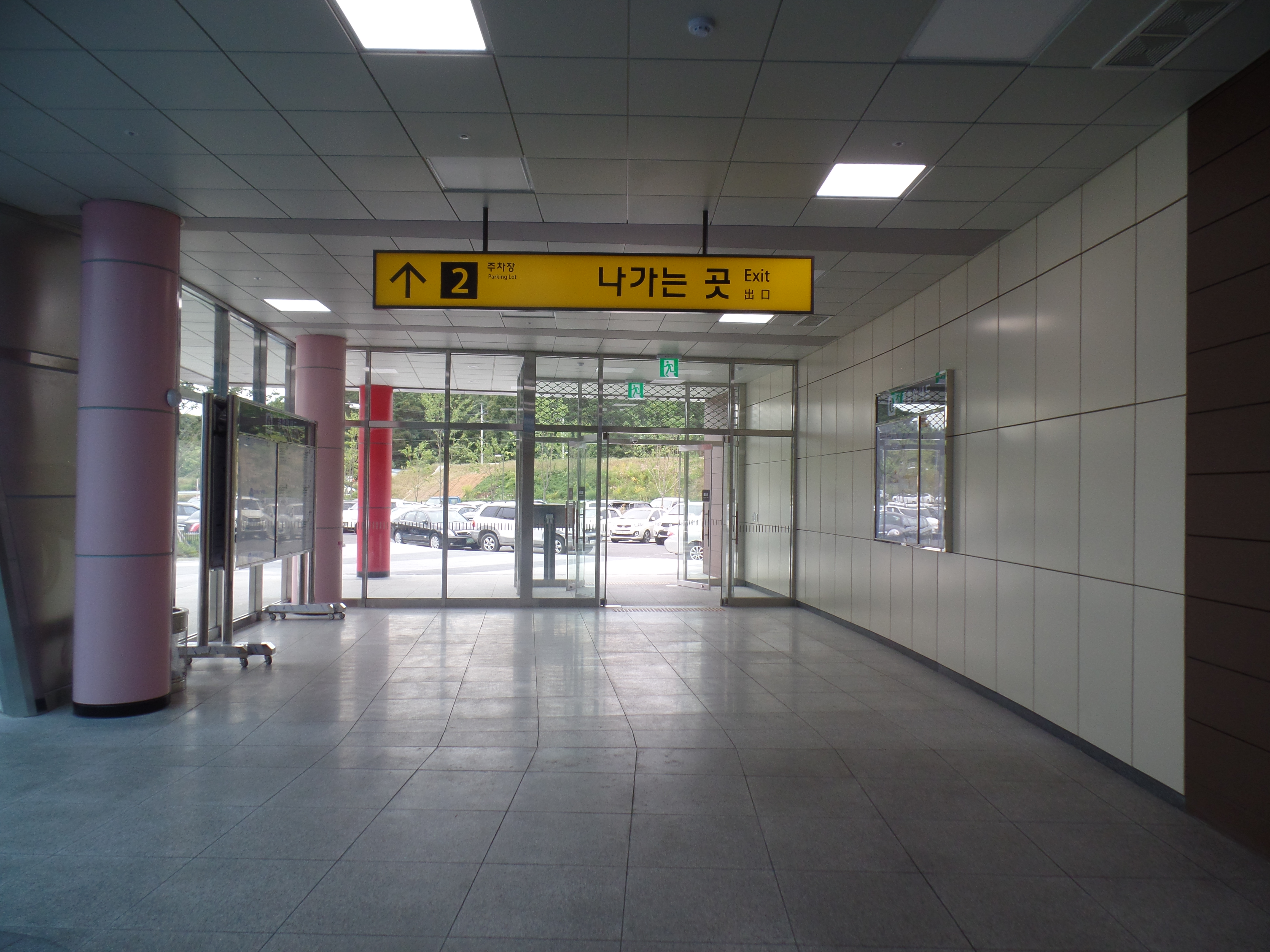
Lối ra 2 (bên trong)
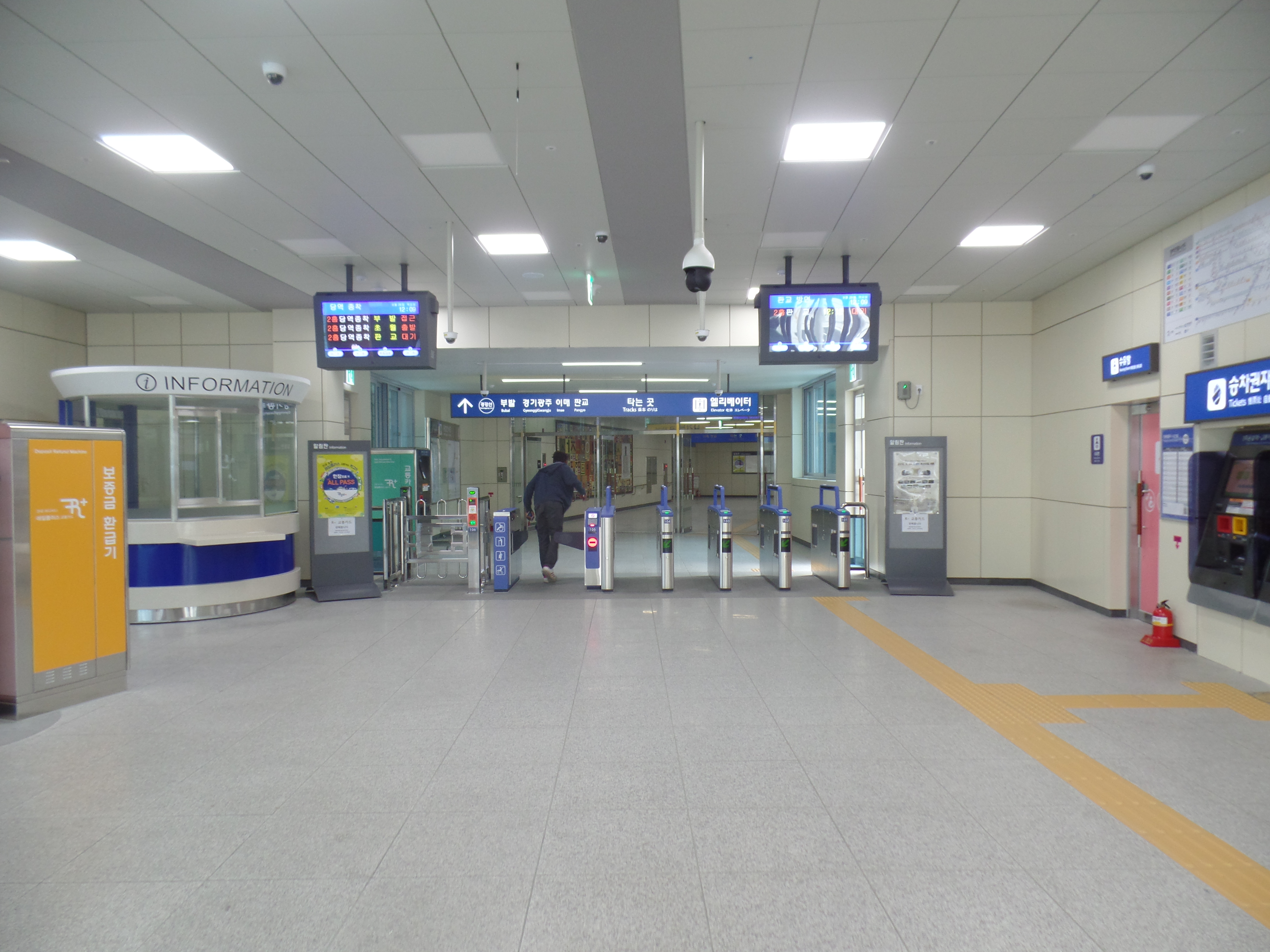
Cửa soát vé
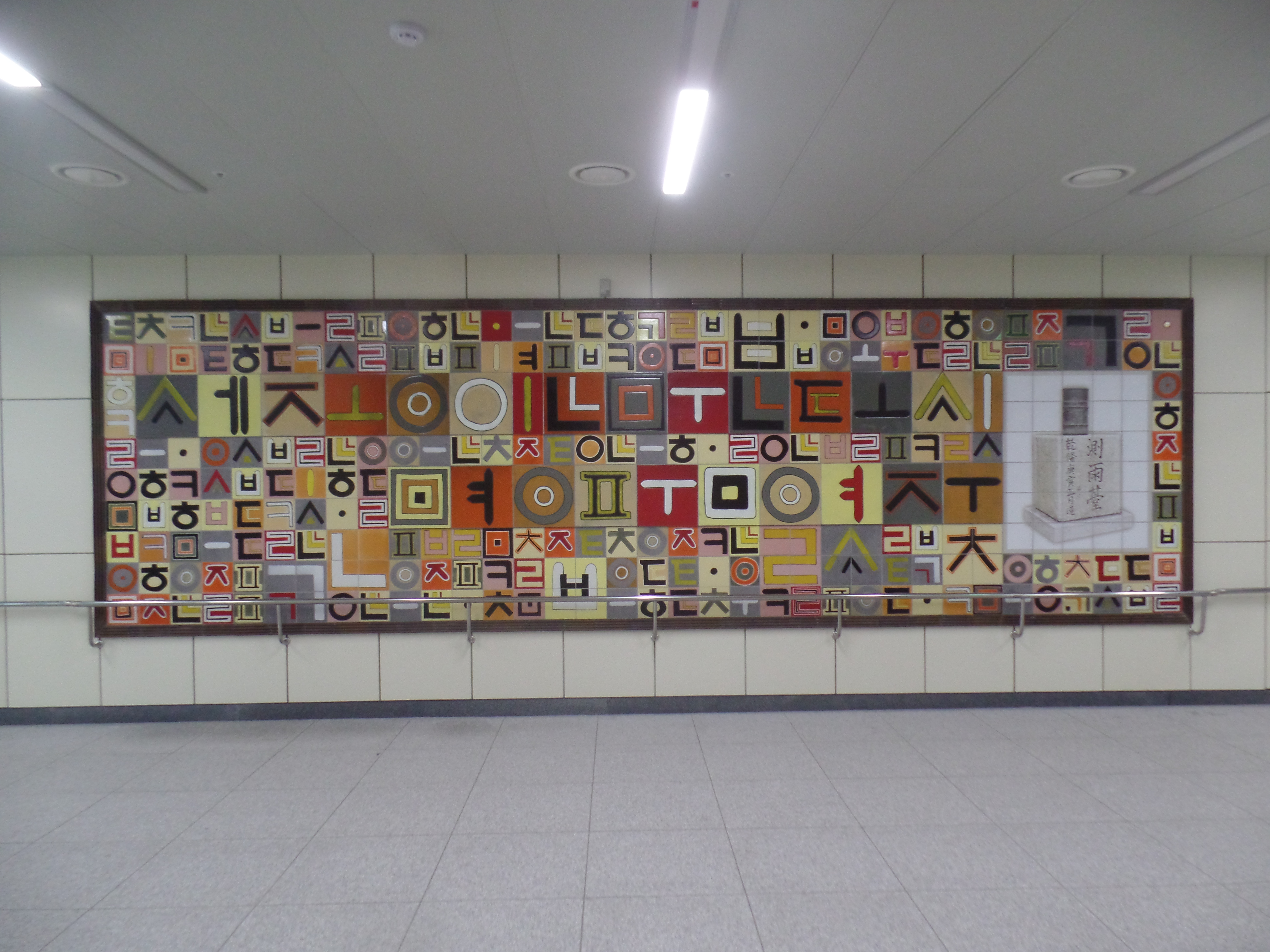
Tranh tường
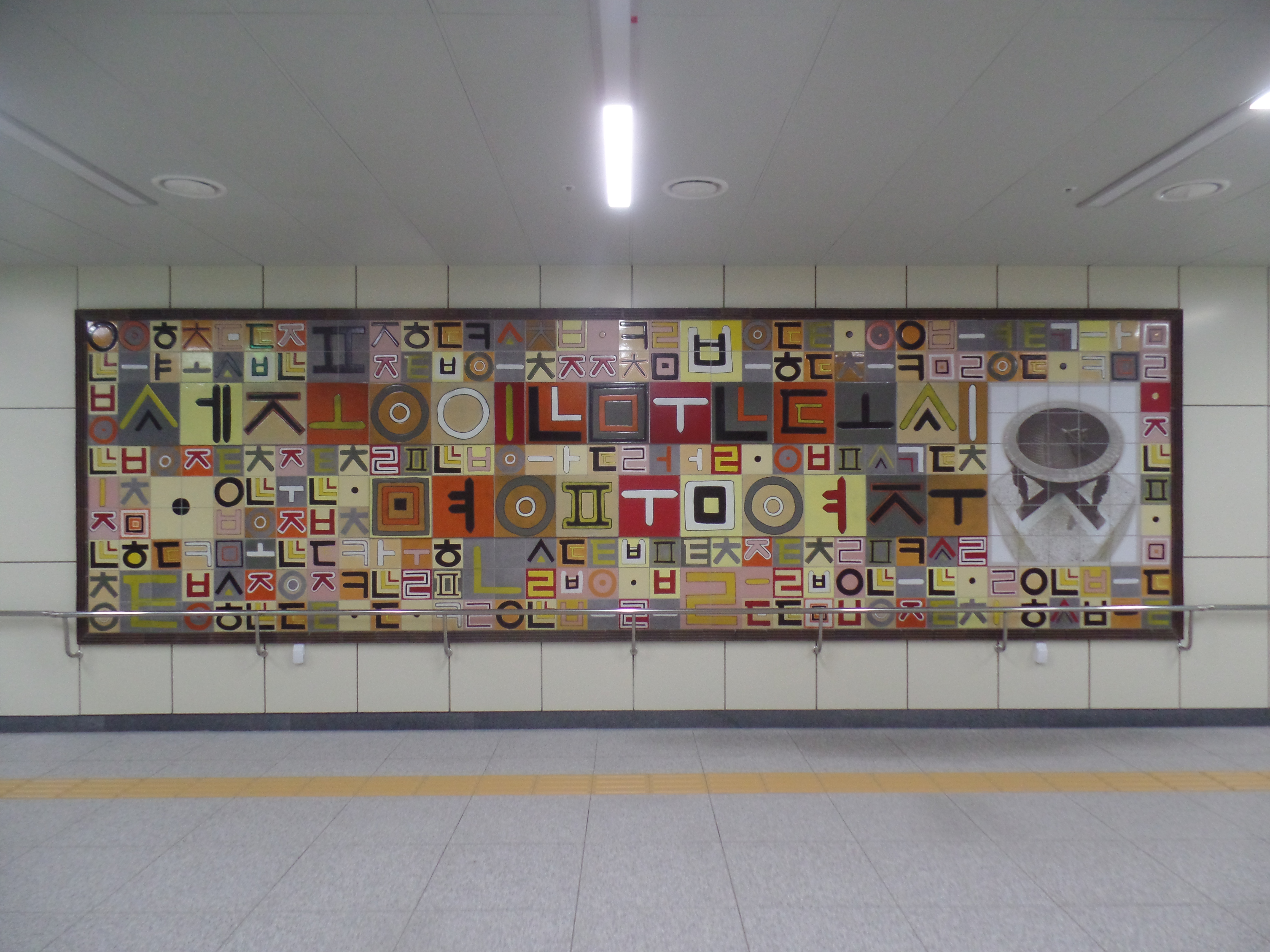
Tranh tường
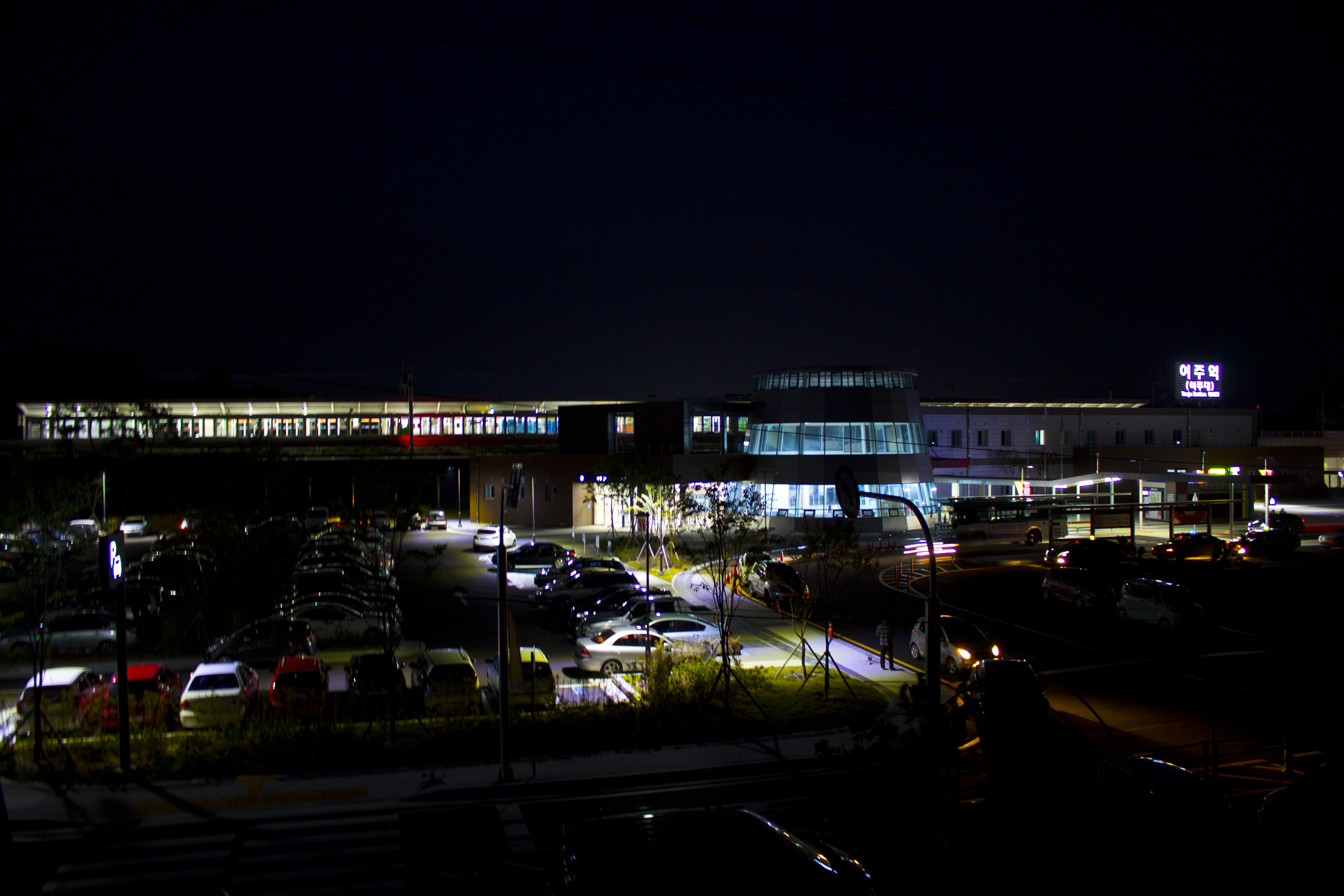
Nhà ga (ban đêm)
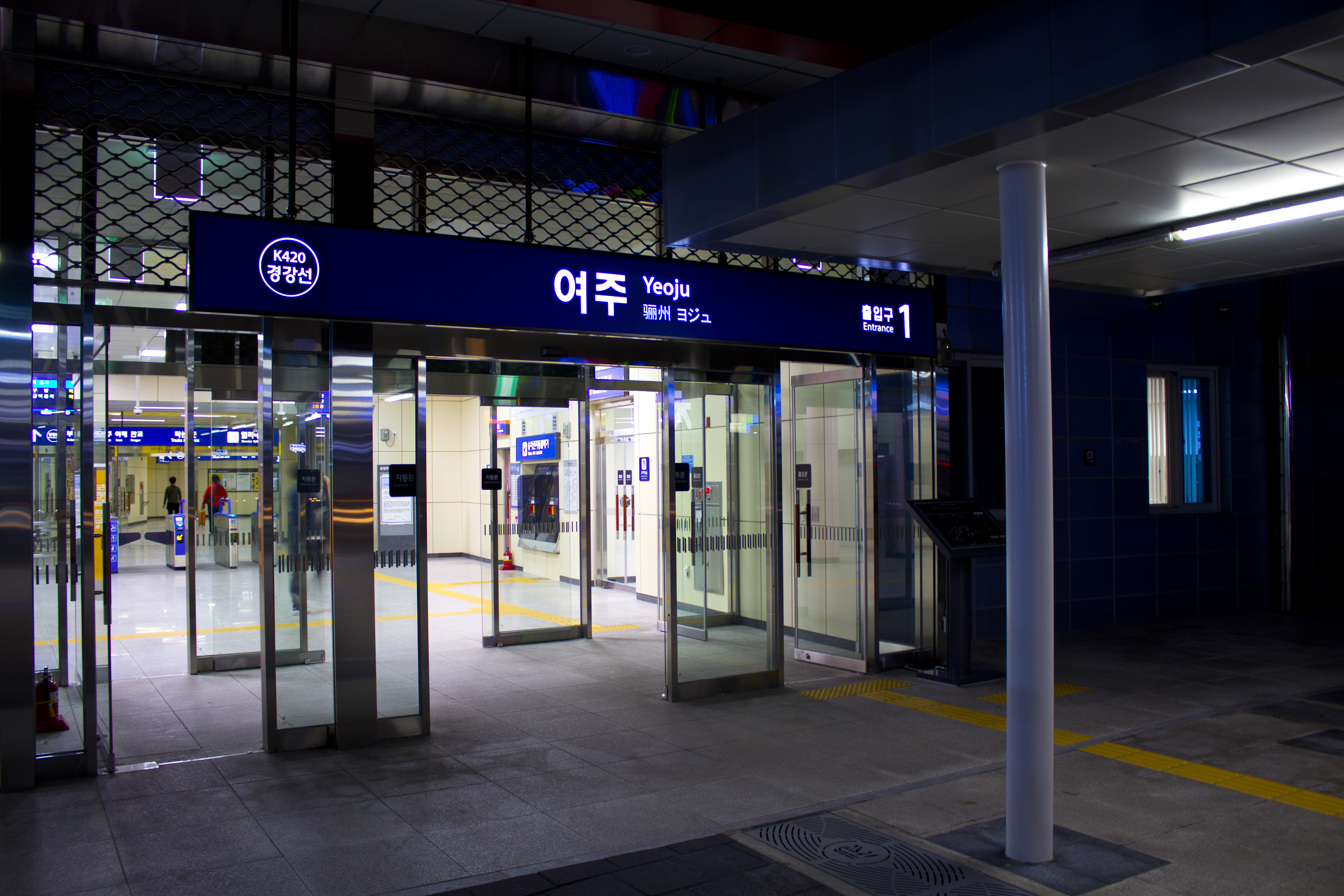
Lối ra 1 (Ban đêm)